# Lindelse
Lindelse – miasto w Danii, w regionie Dania Południowa, w gminie Langeland.